# Margarosanita
La margarosanita és un mineral de la classe dels silicats. Va ser anomenada a partir de les paraules gregues perla i taula en referència a la seva brillantor i a l'estructura lamel·lar del material cristal·litzat.

## Característiques
La margarosanita és un silicat de fórmula química Ca₂PbSi₃O9. Cristal·litza en el sistema triclínic. Es pot trobar en forma de masses de plaques fines, lamel·lars en {010}, plegades entre si, de fins a diversos cm, mostrant traços ròmbics resultants de l'exfolació en {100} i {001}. La seva duresa a l'escala de Mohs és d'entre 2,5 a 3.
Segons la classificació de Nickel-Strunz, la margarosanita pertany a «09.CA - Ciclosilicats, amb enllaços senzills de 3 [Si₃O9]6- (dreier-Einfachringe), sense anions complexos aïllats» juntament amb els següents minerals: bazirita, benitoïta, pabstita, wadeïta, calciocatapleiïta, catapleiïta, pseudowol·lastonita, walstromita i bobtrail·lita.

## Formació i jaciments
La margarosanita va ser descoberta a la mina Franklin, al districte miner de Franklin (Comtat de Sussex, Nova Jersey, Estats Units) en un dipòsit de zinc metamorfosat estratiforme. També ha estat descrita en diversos indrets de Filipstad, a Suècia.